# I Was an Atomic Mutant!
I Was an Atomic Mutant! est un jeu vidéo d'action développé par Canopy Games et édité par ValuSoft, sorti en 2003 sur Windows.